# Antonina Makarovová
Antonina Makarovna Makarovová (rusky Антонина Макаровна Макарова), provdaná Ginzburgová (rusky Ги́нзбург) (1. března 1920 Malaja Volkovka, Smolenská oblast – 11. srpna 1979 Brjansk), přezdívaná Tonka Kulometčice, byla ruská ošetřovatelka, popravčí v době Lokoťské samosprávy a před svým zatčením kontrolorka kvality výrobků v oděvní továrně. Byla popravena zastřelením jako válečný zločinec.

## Mládí
Narodila se 1. března (podle policejní fotografie 4. března) 1920 ve vesnici Malaja Volkovka a vyrůstala jako nejmladší ze sedmi dětí. Po narození byla do matriky zapsána jako Antonina Makarovna Panfilová. Jak došlo ke změně jména není známo. Jako pravděpodobný důvod je uváděno, že se styděla mluvit před učitelem, a proto její jméno za ni sdělili spolužáci jako Makarova jménem po otci (otčestvo). Z neznámých důvodů rodiče tuto chybu nenapravili. Pod tímto jménem byla zapsána do školních dokumentů včetně evidence v Komsomolu. 
Prvních osm let navštěvovala základní školu (деревенская школа) v rodné vesnici. Po odstěhování rodiny do Moskvy dokončila zbývající dvě třídy. Poté nastoupila na učiliště (střední škola) a následně na lékařskou fakultu. V průběhu studia se v roce 1941 dobrovolně přihlásila na frontu. Český zdroj ji označuje jako lékařku, ale s ohledem na její věk při odchodu na frontu není pravděpodobné, že studia řádně ukončila. Později ani jako lékařka nepracovala.

## Válečná léta
V roce 1941 se dobrovolně přihlásila do Rudé armády, kde pracovala jako zdravotní sestra (ošetřovatelka) a obsluhovala v bufetu. Na podzim 1941 při postupu německých vojsk v rámci Vjazemské operace, ve které obklíčila německá skupina armád Střed hned čtyři armády sovětského Západního frontu, byla zničena i její vojenská jednotka. Jako jediná přeživší se několik dní skrývala v lese a poté byla Němci zajata.
Z německého zajetí se jí podařilo utéct s vojákem Nikolajem Fedčukem, se kterým se potulovala po okolí a snažili se dostat z německého obklíčení. S tímto vojákem měla intimní poměr. V lednu 1942 se oba dostali do vesnice Rudá Šachta (Красный Колодец), kde žila Fedčukova manželka a jeho děti. Fedčuk proto s Makarovovou vztah ukončil. Makarovová tak zůstala sama bez domova, bez prostředků a bez blízkých lidí na okupovaném území. Ve vesnici se jí mistní ženy snažily pomáhat, ale byla vyhnána pro svou promiskuitu. Potulovala se po vesnicích v okolí, nikde se dlouho nezdržovala, až nakonec skončila v létě 1942 na území nově vzniklé Lokoťské republiky.

## Popravčí v Lokoťské samosprávě
Ve městě Lokoť ležícím v nynější Brjanské oblasti si našla ubytování, ale brzy jí došly peníze. Jako řešení své životní situace zvolila prostituci. Protože při výslechu německými bezpečnostními službami uvedla svůj záporný vztah k sovětským poměrům, bylo jí nabídnuto přidat se k lokoťské policii. V ní se posléze stala popravčím nepřátel Lokoťské samosprávy, tj. sovětských partyzánů nebo osob podezřelých ze spolupráce s nimi. Přijetí zařazení do této funkce vlastními slovy komentovala tak, že chtěla jen přežít a cítila se už unavená putováním. Chtěla tím také od sebe odvrátit podezření Němců o nedostatku loajality k nim. Jako kat měla vlastní pokoj a dostávala odměnu 30 říšských marek za každou popravu. Později pro zjevnou podobnost byla tato mzda přirovnávána k Jidášovým třiceti stříbrným. Kulomet Maxim, podle kterého dostala svou přezdívku Kulometčice, jako popravčí nástroj údajně dostala k dispozici osobně od starosty lokoťské samosprávy Bronislawa Kaminského. Při první vykonávané popravě se nemohla odhodlat střílet do odsouzených, proto ji opili. Při dalších popravách už posílit alkoholem nepotřebovala. Na povel střílela lidi označené jako partyzány včetně jejich manželek a dětí. Vykonávala občas až 3 popravy skupin po 27 lidech denně. K jejím povinnostem patřila kontrola, zda po střelbě kulometem někdo přežil. Pokud ano, střelila ho znovu do hlavy. U sovětského soudu mnoho let poté vypověděla: 
„Neznala jsem ty, které jsem střílela. Oni neznali mě, a proto jsem se před nimi nestyděla. Na povel svých nadřízených jsem poklekla a střílela na lidi do té doby, dokud nepadli všichni mrtví.“
Nemohla si vzpomenout na jméno žádného člověka, kterého popravovala, protože pro ni byli všichni stejní. Uvedla také, že ji nikdy netrápily výčitky svědomí, protože samotné popravy nevnímala jako něco neobvyklého, ale pouze jako přirozenou součást válečných časů. Popraveným odebírala osobní věci a ponechávala si je pro vlastní potřebu.
Makarovová byla častým hostem v nočních klubech, kde navazovala krátkodobé známosti s policisty a německými vojáky. V roce 1943 se nakazila syfilisem. Tato skutečnost jí paradoxně prodloužila život, protože byla odeslána do německé nemocnice v zázemí k léčbě. Tak se vyhla zajetí Rudou armádou, která osvobodila Lokoť 5. září 1943. V nemocnici navázala vztah s německým desátníkem, který ji tajně odvezl na území tehdejšího Generálního gouvernementu. Tam byla zatčena německou policií a poté uvězněna v koncentračním táboře v Königsbergu. Po dobytí města Rudou armádou v roce 1945 se vydávala pomocí ukradeného průkazu za sovětskou zdravotní sestru ze 422. zdravotnického praporu, ve kterém působila v letech 1941-1944. Díky tomu získala status veteránky Velké vlastenecké války a práci zdravotní sestry v sovětské polní nemocnici. Zde se seznámila s mladým seržantem židovské národnosti Viktorem Ginzburgem, který byl zraněn při útoku na město. O několik dní později se vzali a Antonina přijala příjmení svého manžela.

## Poválečná léta
Novomanželé Ginzburgovi nejprve žili v Kaliningradské oblasti (bývalé Východní Prusko). Později se usadili ve městě Lepel, odkud pocházel její manžel, který během holokaustu ztratil veškeré příbuzenstvo. Díky statusu válečných veteránů se oba těšili velké společenské vážnosti, jejich fotografie byly umístěny v místním muzeu, byli vyznamenáni řády a Antonina byla dokonce besedovat se školáky o svých „vzpomínkách“ na válku. O její skutečné identitě nevěděl ani její manžel a ani jejich dvě dcery či rodinní přátelé. 
V roce 1961 dostala Antonina práci v šicí dílně oděvního závodu Lepel, kde postoupila do pozice kontrolorky kvality výrobků. Ve stejném podniku pracoval i její manžel a obě dcery. Byla považována za odpovědnou a svědomitou pracovnici. Její fotografie se často objevovala na místní tabuli cti. Pracovnice kádrového (personálního) oddělení závodu ji charakterizovala jako uzavřenou, nemluvnou a umírněně pijící alkohol na společenských setkáních. 

## Pátrání, poprava a soud
Vyšetřovatelé KGB, kteří ji hledali, několikrát případ odložili, protože přeživší obyvatelé o ní byli schopni poskytnout jen skrovné informace. Po zatčení jejího bývalého velitele, který prozradil její jméno, pátrali po Antonii Makarovové. Celkově bylo prověřováno 250 osob tohoto jména odpovídající věkem a popisu. Hledaná Makarovová však v matrikách figurovala pod svým skutečným rodným příjmením Panfilová. Její skutečné jméno a identitu prozradil až její bratr, který byl zaměstnancem ministerstva obrany. Vyplnil do dotazníku, že má 6 sourozenců, z nichž pět neslo příjmení Panfilov a jedna sestra vystupovala od dětství jako Makarovová. Tato skutečnost přitáhla pozornost bezpečnostních orgánů, ale se zatčením respektované veteránky bez přesvědčivých důkazů váhali. Vyšetřovatelé začali Makarovovou prověřovat, sledovat a shromažďovali důkazní materiály. Byla předvolána kvůli ocenění, kde měla uvést umístění jednotky, ve které sloužila, a jména velitelů. Ty nebyla schopna uvést s odkazem na špatnou paměť a značný čas, před kterým se vše odehrálo. To zesílilo podezření vůči ní. V červenci 1978 byla identifikována prvním svědkem jako Tonka Kulometčice. Další ze svědků se vydával za pracovníka úřadu sociálního zabezpečení, kam byla předvolána údajně z důvodu přepočítání penze. Další svědek na ni čekal před budovou a také ji poznal.
V září 1978 byla zatčena. Podle vyšetřovatele Leonida Savoskina přijala zatčení klidně a bez emocí. Byla převezena do věznice v Brjansku. Věřila, že vše bylo způsobeno válkou a její trest nebude nijak přísný a bude maximálně dvouletý. Litovala, že bude muset změnit zaměstnání a bydliště po odpykání trestu. Byla upřímně přesvědčena, že ji není za co trestat, protože za její činy mohou válečné podmínky. Její zatčení nesl velmi těžce její manžel, který se obrátil na Leonida Brežněva a OSN a do případu zatáhl ruskou diasporu v Izraeli. Prokuratura začala dostávat dopisy od mezinárodních organizací zabývajících se lidskými právy a tak jejímu manželovi byli nuceni sdělit pravdu. 
Dne 20. listopadu 1978 ji soudce oblastního soudu v Brjansku Ivan Bobrakov uznal vinnou z vraždy 168 lidí, jejichž totožnost bylo možné spolehlivě zjistit. Odsouzena byla k trestu smrti zastřelením. Tak přísný trest byl pro mnohé účastníky procesu překvapením, protože rozsudek smrti byl vynesen i přes její příkladné chování v poválečné době a skutečnost, že rok 1979 (výkon rozsudku) byl v Sovětském svazu vyhlášen Rokem ženy. Makarovová svou vinu přiznala a rozsudek přijala klidně. Naopak v sále přítomný manžel se po vyslechnutí rozsudku rozplakal. Podala si žádosti o milost (žádala o nahrazení popravy trestem odnětí svobody) na ÚV KSSS a další orgány. Všechny byly odmítnuty.
V 6 hodin ráno 11. srpna 1979 byl rozsudek vykonán. Katův asistent o její popravě vypověděl, že neprojevila žádný strach, žádné vzrušení, a ani žádné slzy. Stala se jednou ze tří žen popravených v Sovětském svazu v postalinistické éře, jejichž poprava byla oficiálně přiznána.

### Dobové zprávy v tisku
Informace o jejím zatčení přinesly noviny Brjanský dělník (Брянский рабочий) pod titulkem „Po stopách zrady“. Dne 31. května 1979 o ní vyšel v novinách Pravda rozsáhlý článek s titulkem „Pád“.

### Provedená psychiatrická diagnóza
Jeden ze specialistů, který prováděl psychiatrické vyšetření Makarovové, uvedl, že v jejím mozku existují dvě „paralelní vědomí“. Tento stav jí umožňoval žít bez pocitu viny a výčitek svědomí. Zároveň se zasazoval, aby nebyla souzena žena, kterou k jejím činům dohnala touha přežít. 
Vyšetřovatel Leonid Savoskin považoval Makarovovou za velmi krutou ženu, která si však neuvědomovala závažnost svých činů.

### Další život jejího manžela
Ačkoli četné zdroje uvádějí, že Viktor Ginzburg a jeho dcery opustili Lepel a jejich další osud je neznámý, ve skutečnosti ve městě zůstali. Nebyli vystaveni žádné veřejné diskriminaci a nebyla proti nim vznesena žádná obvinění. Viktor Ginzburg zemřel 2. února 1993.

## Zobrazení v kultuře

### Televizní seriál
Režisér Vjačeslav Nikiforov natočil pro ruský První kanál televizní seriál s názvem Kat (Палач) na motivy životních osudů Makarovové, v němž hlavní roli ztvárnila Viktorija Tolstoganova. Seriál však neodpovídá skutečnosti.

### Dokumentární filmy
- Dívka-kat (Девушка-палач) – dokument z cyklu Vyšetřování bylo provedeno (Следствие вели)[7]
- Odplata. Dvojí život Kulometčice Tonky (Возмездие. Две жизни Тоньки-пулемётчицы) – dokumentární film Olega Karnasjuka
- Tonka Kulometčice (Тонька-пулеметчица) – dva dokumentární filmy se shodným názvem:
  - dokument z cyklu Legendy kriminálního vyšetřování (Легенды уголовного розыска)
  - dokument z cyklu Záhady století (Загадки века)
- Zrůdy v sukních (Чудовища в юбках) – dokumentární film z cyklu Rozsudek (Приговор)